# 毛吉
毛吉（もう きつ、1426年 - 1465年）は、明代の官僚・軍人。字は宗吉。本貫は紹興府余姚県。

## 生涯
1454年（景泰5年）、進士に及第した。刑部広東司主事に任じられた。錦衣衛の長の門達に憎まれ、錦衣の獄に下されて、肉が潰れ骨が見えるほどの苛烈な拷問を受けたが、死ななかった。
1461年（天順5年）、毛吉は広東僉事に抜擢され、恵州府と潮州府を分巡することになった。勢力家を抑制して、民衆に喜ばれた。
ときに程郷の反乱軍の首領の楊輝は、もとは劇賊の羅劉寧の仲間であった。帰順してまもなく再び反乱を起こし、その仲間の曾玉・謝瑩とともに宝龍・石坑の諸洞に分拠し、江西安遠を攻め落とし、福建と広東のあいだを脅かしていた。1464年（天順8年）、毛吉は壮士を募って官軍に合流させ、700人を集めた。先に石坑を破り、曾玉を斬った。次に謝瑩を討ち、これを斬首した。さらには楊輝を生け捕りにした。諸洞を全て攻略し、およそ1400人を捕斬した。勝利が奏聞されると、毛吉は成化帝により広東按察司副使に進められ、高州府・雷州府・廉州府を分巡することになった。広西の反乱軍が流入すると、毛吉は海康知県の王騏とともに反乱軍を撃破した。
1465年（成化元年）2月、反乱のために新会県の情勢が切迫した。毛吉は指揮の閻華と掌県事同知の陶魯をはじめ、総勢1万人の軍を率いて、大磴で反乱軍を撃破した。勝利に乗じて雲岫山まで追撃し、反乱軍の陣営まで十数里のところに到達した。毛吉は兵を三分し、夜陰に紛れて進軍させたが、反乱軍は陣営を放棄して、上山に逃れていた。毛吉は潘百戸に命じて反乱軍の遺棄した陣営に拠らせたが、潘百戸は財物の略奪に夢中になっていたところを反乱軍に襲われて殺された。閻華は馬が躓いて、反乱兵に殺害された。官軍は総崩れとなったが、毛吉は退避を勧める吏の言葉を聞かず、奮戦して力尽き、殺害された。享年は40。事情が奏聞されると、按察使の位を追贈された。諡は忠襄といった。
子に毛科があり、進士に及第して、雲南副使に上った。